# Ilyphagus ilyvestis
Ilyphagus ilyvestis är en ringmaskart som beskrevs av Hartman 1960. Ilyphagus ilyvestis ingår i släktet Ilyphagus och familjen Flabelligeridae. Inga underarter finns listade i Catalogue of Life.